# Луизаго
Луизаго (итал. Luisago) је насеље у Италији у округу Комо, региону Ломбардија.
Према процени из 2011. у насељу је живело 2677 становника. Насеље се налази на надморској висини од 323 м.

## Становништво
| 1936. | 1951. | 1961. | 1971. | 1981. | 1991. | 2001. | 2011. |
| ----- | ----- | ----- | ----- | ----- | ----- | ----- | ----- |
| 1.067 | 1.265 | 1.473 | 1.819 | 1.920 | 2.111 | 2.368 | 2.702 |